# Felicjanki
Felicjanki, pełna nazwa Zgromadzenie Sióstr Świętego Feliksa z Kantalicjo Trzeciego Zakonu Regularnego Świętego Franciszka Serafickiego (łac. Congregatio Sororum Santci Felicis de Cantalice Tertii Ordinis Regularis Sancti Francisci Seraphici) – żeńskie zgromadzenie zakonne założone 21 listopada 1855 roku w Warszawie przez bł. Marię Angelę Truszkowską.
Reguła felicjanek wywodzi się z tercjarstwa franciszkańskiego. Ich franciszkańską duchowość charakteryzuje aspekt eklezjalny, eucharystyczny – kult Najświętszego Sakramentu, i maryjny – Niepokalanego Serca Maryi i nabożeństwo do Matki Bożej Częstochowskiej.
Główne cele zgromadzenia to praca wychowawcza z dziećmi i młodzieżą oraz opieka nad chorymi i ubogimi. Felicjanki zajmują się przede wszystkim religijnym i moralnym wpływem na społeczeństwo, działalnością wychowawczo-oświatową, charytatywną, opiekuńczo-społeczną, a także działalnością misyjną. W Polsce prowadzą szkoły i przedszkola, domy dla  chorych kobiet i dla chorych dzieci, ośrodek socjoterapeutyczny, kuchnię dla studentów i jadłodajnię dla bezdomnych, zajmują się działalnością katechetyczną i misyjną.
Zakon jest obecny na terenie Polski, USA, Kanady, Brazylii, Włoch, Wielkiej Brytanii, Francji, Kenii, Ukrainy, Estonii i Rosji. W Polsce są 3 prowincje Sióstr Felicjanek: warszawska, krakowska, przemyska.

## Prowincja przemyska
5 lipca 1910 roku zgromadzenie Felicjanek w Galicji zostało podzielone na dwie prowincje: krakowską i lwowską. 30 sierpnia 1910 roku została powołana prowincja lwowska pw. Matki Bożej Częstochowskiej, w której skład weszło 17 domów zakonnych w Galicji Wschodniej. Dom macierzysty znajdował się we Lwowie. 
W latach 1945–1946 w wyniku zmian granic państwowych, siostry wyjechały do Polski. Następnie z terenu byłej prowincji lwowskiej, powstała prowincja przemyska.
Domy zakonne prowincji przemyskiej:
- Przemyśl (1910, 1945)
- Suszec (1945)
- Majdan Sopocki Drugi (1945)
- Bełżec (1946)
- Narol (1946)
- Cieszanów (1948)
- Oleśnica (1948)
- Męcina (1951)
- Rytro (1952)
- Łomnica Zdrój (1957)
- Gliwice (1957)
- Gębice (1960)
- Wrocław (1961)
- Wrocław (1962)
- Pszczew (1963)
- Oleszyce (1965)
- Kazimierz Dolny (1967)
- Rue Progres (Francja) (1971)
- Rzeszów (1980)
- Boguchwała (1983)
- Wólka Pełkińska (1983)
- Przemyśl (1983)
- Pszczyna (1985)
- Lublin (1985)
- Rzeszów (1995)
- Zabłotów (Ukraina) (1996)
- Chmielnik (2002)
- Kosów (Ukraina) (2003)

## Prowincja warszawska
4 października 1922 roku została utworzona prowincja warszawska, pw. Matki Bożej Królowej Polski.
Domy zakonne prowincji warszawskiej:
- Warszawa (10 domów – 1907, 1918, 1920, 1962, 1969, 1970, 1995, 2003, 2016, 2018)[5]
- Lubartów
- Jadwinów (1916)
- Kalisz (1929)
- Rzgów (1931)
- Łódź (1933)
- Milicz (1945)
- Stargard (1947)
- Kołobrzeg (1960)
- Szczecin (1975)
- Gryfino (1978)
- Wysokie Mazowieckie (1981)
- Niżny Nowogród (Rosja) (2005)

## Prowincja krakowska
Domy zakonne prowincji krakowskiej:
- Kraków (7 domów)
- Kraków - Tyniec
- Liszki
- Morawica
- Stróża
- Zakopane (2 domy)
- Częstochowa
- Nowy Sącz
- Bielsko-Biała
- Rzeszów
- Gorlice
- Praszka
- Czechowice-Dziedzice
- Besko
- Iwonicz Zdrój
- Gniewczyna Łańcucka (1972)
- Głogów Małopolski
- Trzebinia
- Kohtla Jarve (Estonia)
- Chislehurst Kent (Wielka Brytania)